# Регенти Португалії
Ре́генти Португа́лії (порт. Regentes de Portugal) — регенти, тимчасові правителі, що керували Португальським королівством у 1143—1910 роках, до проголошення Португальської республіки.

## Список
- 1169—1185: Саншу І, син короля Афонсу І.
- 1172—1183: Тереза Португальська, дочка короля Афонсу І. Співрегент , завідувач цивільними справами.
- 1245—1247: Афонсу III, син короля Саншу II
- 1383—1384: Леонора Телеш, королева Португалії.
- 1384—1385: Жуан I, син короля Педру I.
- 1412—1433: Дуарте I, син короля Жуана I.
- 1438—1439: Леонора Арагонська, дружина Дуарте I.
- 1439—1449: Педру Коїмбрський, син короля Жуана I.
- 1471: Жуана Португальська, дочка короля Афонсу V.
- 1557—1562: Катерина Австрійська, дружина короля Жуана ІІІ.
- 1562—1568: Енріке, син короля Мануела І.